# 俞娜
俞娜（： Yu Na，1985年4月18日—），韓國女歌手，2001年加入韓國女子組合神飛樂團。退團後，考取律師資格並經4年實習，而於2014年正式升任為律師，為韓國首位女團出身的律師。

## 音樂作品
- 神飛樂團《15 TO 30》，2002年4月發行。